# Luigi Mansi
Luigi Mansi (ur. 6 maja 1952 w Cerignoli) – włoski duchowny katolicki, biskup Andrii od 2016.

## Życiorys
Święcenia kapłańskie otrzymał 29 czerwca 1975 z rąk papieża Pawła VI i został prezbiterem diecezji Cerignola-Ascoli Satriano. Przez wiele lat pełnił funkcje kierownicze w seminariach w Foggii i Cerignoli. Był też m.in. ceremoniarzem i kanclerzem biskupim, wikariuszem biskupim ds. duszpasterskich oraz krajowym prezesem Unii Apostolskiej Kleru.
29 stycznia 2016 papież Franciszek mianował go ordynariuszem diecezji Andria. Sakry udzielił mu 12 marca 2016 biskup Nunzio Galantino.